# Кузьменко Микола Ілліч

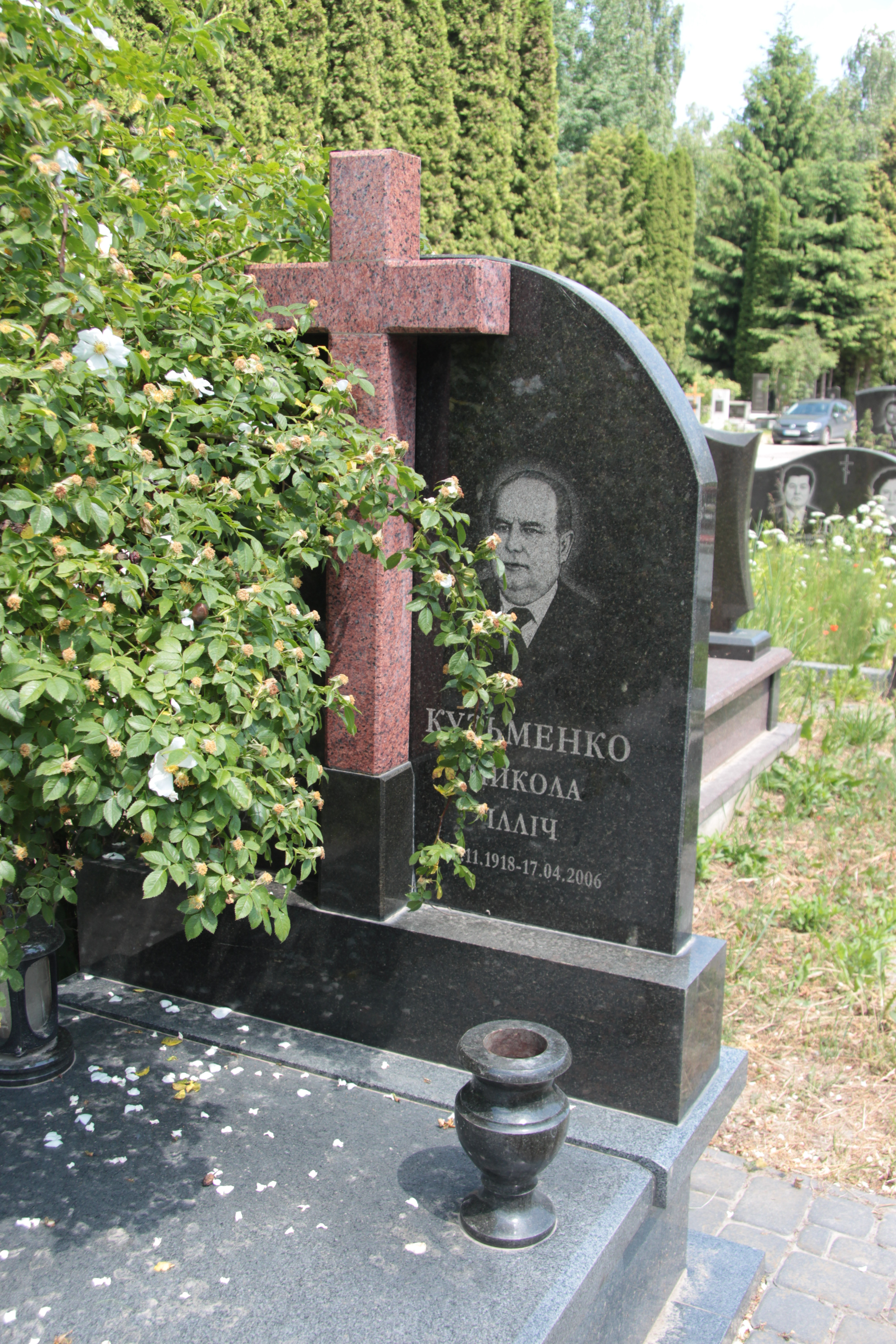

Микола Ілліч Кузьменко (29 листопада 1918, село Торчин, тепер Житомирського району Житомирської області — 17 квітня 2006, місто Львів) — український радянський діяч, 1-й секретар Глинянського та Золочівського райкомів КПУ Львівської області. Депутат Верховної Ради УРСР 6—8-го скликань.

## Біографія
Народився у бідній селянській родині.
З листопада 1939 року — у Військово-морському флоті (ВМФ) СРСР.
Член ВКП(б) з 1940 року.
Учасник німецько-радянської війни у 1943 році. Служив стрільцем-снайпером 402-го залізничного артилерійського дивізіону Червонопрапорного Балтійського флоту, інструктором із партійно-комсомольського обліку Політичного відділу Центрального складу № 145 ВМФ Червонопрапорного Балтійського флоту. У 1945 році — інструктор із партійно-комсомольського обліку Політичного відділу Ізмаїльської військово-морської бази ВМФ Дунайської військової флотилії.
Після демобілізації — на відповідальній партійній роботі.
У 1956—1962 роках — 1-й секретар Глинянського районного комітету КПУ Львівської області.
У грудні 1962 — січні 1965 року — секретар парткому Золочівського виробничого колгоспно-радгоспного управління Львівської області.
У січні 1965 — 17 серпня 1974 року — 1-й секретар Золочівського районного комітету КПУ Львівської області.
З серпня 1974 року — заступник голови Львівського обласного комітету народного контролю.
Потім — на пенсії в місті Львові.
Помер 17 квітня 2006 року у Львові, похований на полі 29-а Голосківського цвинтаря Львова.

## Звання
- старшина

## Нагороди
- орден Вітчизняної війни 2-го ступеня (6.04.1985)
- орден Трудового Червоного Прапора (26.02.1958)
- два ордени Червоної Зірки (11.05.1945, 24.07.1945)
- орден «Знак Пошани» (31.12.1965)
- медаль «За оборону Ленінграда»
- медалі